# 安福河
安福河是意大利的河流，位於該國北部布雷西亞省，河道全長6公里，平均流量0.5立方米，最終在安福注入伊德羅湖，該河適合進行溪降運動（canyoning）。

## 外部連結
- Canyoning sul Re di Anfo （页面存档备份，存于） （意大利文）